# Dagmar Neubauerová
Dagmar Neubauerová, rozená Rübsamová (* 3. června 1962, Suhl) je bývalá německá atletka, běžkyně, která reprezentovala tehdejší NDR.
Její specializací byla hladká čtvrtka a štafeta na 4 × 400 metrů.